# Феликс Баумгартнер
Феликс Баумгартнер (Салцбург, 20. април 1969 — Порто Сант Елпидио, 17. јул 2025) био је аустријски падобранац, егзибициониста, или „јунак”  скокова, познат по бројним, по живот опасаним, наступима током своје падобранске каријере и први светски суперсонични падобранац и тренутно светски рекордер у скоковима из стратосфере (39.069 ).
Баумгартнер је након завршетка падобранске обуке у аустријској војсци, са преко 2.500 обављених скокова десантним и спортским падобраном, започео да се бави извођењем егзибиционих скокова (енгл. BASE jumping) падобраном са земаљских објеката, високих зграда, мостова, антена и планина, са малих висина, прелетима специјалним падобранима-летећим крилима на велике даљине, а од 2012. и падобранским скоковима, из стратосфере уз помоћ специјалне капсуле и хелијумског балона, у оквиру програма „Ред бул стратос“ (енгл. Red Bull Stratos).

## Живот
Феликс Баумгартнер је рођен 20. априла 1969. у Салцбургу, Аустрија. Још као петогодишњак (1974) у својим дечачким цртежима наговестио је чиме ће се бавити у будућности. На цртежу из тог периода Баумгартнер је приказао себе како се закачен за падобран, окренут према земљи, спушта ка тлу на коме га чека породица са соковима.
Након завршеног основног школовања Баумгартнер је похађао занат и постао ауто-механичар. Започео је скакати падобраном са 16 година. У осамнаестој години, потписао је петогодишњи уговор са аустријском војском у којој је прво био обучен за возача тенка, а нешто касније и за инструктора и падобранаца. Пошто је имао честе проблеме са војним властима. (јер није хтео да поштује и прати „глупе команде, како је сам често говорио), проглашен је неспособним за рад у војсци и разрешен свих дужности у војним оружаним снагама Аустрије.
Године 1988, Баумгартнер је започео сарадњу са компанијом Ред бул, за чије потребе је обављао бројне промотивне падобранске скокове на изложбама које је организовала фирма Ред Бул у многим земљама света.
Баумгартнер се једно време бавио и боксом у боксерском клубу у Бечком Новом Месту, у коме је завршио каријеру боксера 8. маја 1992. након професионалне борбе против Хрвата Динка Поробије, који га је победио класичним нокаутом у првој рунди.
Године 2006. Баумгартнер је завршио обуку у хеликоптерској школи Twin Air Helicopter School, Van Nuys у САД, и постао пилот хеликоптера. 
Године 2010, Баумгартнер је започео нову сарадњу са Ред Булом, у пројекту Ред бул стратос, у оквиру кога је реализовао три скока из стратосфере.;
- Први скок Баумгартнер је обавио дана 15. марта 2012, са висине од 21.818 . Слободни пад у току овок скока трајао је три минута и 43 секунде, а читав скок осам минута и осам секунди. Највећа брзина у току скока била је 580 .[7]
- Други скок из стратосфере Баумгартнер је обавио 25. јула 2012, када је скочио са висине од 29.460 , а достигао брзину од 862,6 .
- Трећи скок из стратосфере, који је био и круна Баумгартнерове каријере, обавио је 14. октобра 2012, са висине од 38.045 , у току кога је поставио три светска рекорда у падобранству.

Након успешно реализованог скока у оквиру пројекта Ред бул стратос, Баумгартнер је изјавио „да ће то бити његов последњи“ - и обећао да ће са својом девојком да се повуче из екстремних спортова, и да у будућности жели да ради као пилот хеликоптера у Калифорнији и служби спасавања у планинама Аустрије.

## Дело
Баумгартнер је „јунак” екстремних спортова који је до 2012. извео преко 2.500 BASE скокова, међу којима су најпознатији они са; статуе Христуса Искупитеља (709 ) у Рију, Петронас кула (452 ) у Куала Лампуру и облакодера Тајпеј 101. 
Феликс Баумгартнер је и први човек који је икада прелетео слободним падом, уз помоћ карбонског крила, канал Ламанш између Довера у Енглеској и Калеа Француској.
Најновија, авантура Феликса Баумгартнера је падобрански скок из стратосфере изведен у Новом Мексику из капсуле привезане за хелијумом испуњен балон са надморске висине више од 39.045 . Баумгартнер је у току овог скока током слободног пада који је трајао око 7 минута. до отварања падобрана), постигао максималну брзину од 1.342 , и тиме постао први човек који је својим телом пробио границу брзине звука.
У оквиру пројекта „Ред бул стратос“ Феликс Баумгартнер је скоком из стратосфере оборио три светска рекорда:
- Пробио границу брзине звука (1.224 ), слободним падом (у току слободног пада Баумгартнерово тело, достигло је брзину од 377,1  или 1.357,6 km/h (843,6 mph) или 1,25 М.[9][11]
- Остварио највиши лет балоном, којим је управљао човек од 39.045 m (128.100 ft).[9]
- Савладао највишу висину слободним падом тела изнад земљине површине од 36.402,6 m (119.431 ft).[9]

Једини светски рекорд који Баумгартнер није остварио (а био је планиран), је рекорд у дужини слободног пада који је према прорачуну требало да траје између пет и шест минута. Укупно трајање слободног пада до отварања првог падобрана било је 4 мин 20 сек. Укупно трајање скока (до контакта са земљом) било је 9 мин 9 сек.

## Смрт
Дана 17. јула 2025. године, Баумгартнер је преминуо у 56. години након несреће са моторним параглајдером у области Порто Сант Елпидио у региону Марке у Италији. Према почетним извештајима, до несреће је дошло када је Баумагартнер, након што је изгубио контролу над својим појасом након што му је изненада позлило у лету, пао на дрвену конструкцију у близини базена. Покушаји спасилаца да га амбулантним возилима пребаце у болницу Торете у Анкони били су неуспешни, јер је убрзо преминуо.  Баумгартнер је током пада крхотинама повредио жену (чији живот није у опасности), која се налазила у близини дрвене конструкције. Локалне власти, укључујући градоначелника области Порто Сант Елпидија, прве су званично потврдиле да је Баумгартнер преминуо на месту пада параглајдера.

## Бивши и рекорди које је остварио Феликс Баумгартнер у мисијиРед бул стратос
| Назив рекорда                                             | Бивши рекордери                           | Датум                                     | Бивши рекорди                             | Феликс Баумгартнер Аустрија | Могући рекорди?                  |
| --------------------------------------------------------- | ----------------------------------------- | ----------------------------------------- | ----------------------------------------- | --------------------------- | -------------------------------- |
| Висина скока                                              | Џозеф Китинџер Сједињене Државе           | 16. август 1960.                          | 31.333                                    | 38.969,4                    | Остварен по мишљењу: CSC USA FAI |
| Висина слободног пада                                     | Јевгениј Андрејев СССР                    | 1. новембар 1962.                         | 24.500                                    | 36.402,6                    | Остварен по мишљењу: CSC USA FAI |
| Време трајања слободног пада без стабилизујућег падобрана | Јевгениј Андрејев СССР                    | 1. новембар 1962.                         | 4 мин 30 сек                              | 4 мин 20 сек                | Није остварен                    |
| Изнад брзине звука                                        | Први пут у историји 14. октобра 2012.     | Први пут у историји 14. октобра 2012.     | Први пут у историји 14. октобра 2012.     | 1.357.6 = 1,25 М            | Остварен по мишљењу: CSC USA FAI |
| Брзина током слободног пада                               | Рекорд није остварен до 14. октобра 2012. | Рекорд није остварен до 14. октобра 2012. | Рекорд није остварен до 14. октобра 2012. | 1.357.6 = 1,25 М            | Остварен по мишљењу: CSC USA FAI |

### Рекорди и признања
- 1997. Светски првак у БАСЕ скоковима у Западној Вирџинији, САД.
- 1999. Сетски рекордер у БАСЕ скоку са највише зграде, „Петронас куле“ у Куала Лумпуру, у Малезији (450 m).
- 1999. Светски рекордер у БАСЕ скоку са најмање висине (95 m), са статуе Христуса Искупитеља у Рио де Жанеиру, Бразил .
- 2000. Номинован за награду НСЗ у екстремним спортовима у Минхену у категорији: Специјална достигнућа.

- 2001. Номинован за награду Спортиста света у Лондону, Ројал Алберт Хол. Категорија: Ектремни спорт.
- 2002. Спомен плоча са његовим именом постављена је у „Улици великана“ у Бечу, Аустрија.
- 2003. Први човек који је прелето канал Ламанш од Довера до Калеа у слободном паду.
- 2004. На Коринтском каналу скочио БАСЕ скок са 59 m високог моста.
- 2004. У Националном парку Велебит, Хрватска: скочио БАСЕ скок са висине од 190 m у Мамет јаму.
- 2006. БАСЕ скок са највише зграде у Латинској Америци, „Велики Торе“ у Мексику (225 m).
- 2006. БАСЕ скок са највише зграде у Скандинавији, ХСБ Трнинг Торсо небодера, Малме, Шведска (627 стопе).
- 2007. БАСЕ скок у другу највећу пећину на свету, „Seating of the Spirits“ у Оману, (120 m).
- 2007. БАСЕ скок са другог по висини највишег небодера Тајпеј 101 у Тајпеју, Тајван, (509 m)[28]
- 14. октобар 2012. Светски рекордер у скоку падобраном из стратосфере у склопу пројекта Ред бул стратос, са висине од 38.969,4 метара, Нови Мексико, САД и први светски суперсонични падобранац.